# Tom Danielson
Pour les articles homonymes, voir Danielson.
Thomas « Tom » Danielson, né le 13 mars 1978 à East Lyme, est un coureur cycliste américain professionnel de 2002 à 2015. Fin 2012, après avoir avoué s'être dopé durant sa carrière, il est suspendu six mois à partir du 1er septembre 2012 et ses résultats obtenus entre les 1er mars 2005 et 23 septembre 2006 lui sont retirés. Il est une nouvelle fois contrôlé positif en 2015 et est suspendu 4 ans.

## Biographie
Tom Danielson est à 20 % inuit et possède un métabolisme qui n'est pas très adapté au sport d'endurance. Son corps a tendance à stocker toutes les graisses ingérées, en prévision des hivers arctiques, ce qui ne lui permet pas de perdre beaucoup de poids. De plus, il économise tout le gras pendant l'effort et ne brûle que du sucre, ce qui l'empêche de tenir la distance sur les longues courses.
Il fait ses débuts professionnels en 2002 au sein de l'équipe américaine Mercury.
En 2012, Danielson est troisième du Tour de Californie et septième du Tour de Suisse. Lors du Tour de France, il chute pendant la 3e étape, ce qui lui entraîne une distorsion acromio-claviculaire. Trois jours plus tard, il est impliqué dans une chute collective qui l'oblige à abandonner. L'Américain s'y est à nouveau blessé, cette fois au cou et au thorax.
Le 3 août 2015, Danielson annonce via son compte twitter qu'il a été contrôlé positif à la testostérone de synthèse lors d'un contrôle hors compétition le 9 juillet. Il est suspendu par son équipe Cannondale-Garmin, en attendant le résultat de son échantillon B,. Le 6 novembre 2015, l'USADA confirme que l'échantillon B est également positif. Il est suspendu pour une période de quatre ans.

## Palmarès et classements mondiaux

### Palmarès
- 2002
  - Tour du lac Qinghai :
    - Classement général
    - 5e (contre-la-montre) et 8e étapes

  - Mount Washington Hillclimb
- 2003
  - Classement général du Tour de Langkawi
  - Pomona Valley Stage Race :
    - Classement général
    - 1re étape (contre-la-montre)

  - 5e étape de la Redlands Classic
  - Iron Horse Classic
  - 2e étape du Nature Valley Grand Prix (contre-la-montre)
  - Cascade Classic :
    - Classement général
    - 2e étape

  - Classement général du Tour de Toona
  - Mount Washington Hillclimb
  - 2e de la Sea Otter Classic
  - 2e du championnat des États-Unis du contre-la-montre
  - 2e de l'USA Cycling National Racing Calendar
  - 3e de la Redlands Classic
- 2004
  - Mount Evans Hill Climb

- 2007
  - Mount Evans Hill Climb
- 2008
  - 4e étape du Tour de Géorgie (contre-la-montre par équipes)
- 2009
  - Mount Evans Hill Climb
  - 4e étape du Tour de Burgos
  - 3e du Tour de Burgos
- 2010
  - 2e du Tour de Gila
  - 9e du Tour de Pologne
  - 8e du Tour d'Espagne[n 6],[10]
- 2011
  - 2e étape du Tour de France (contre-la-montre par équipes)
  - 3e du Tour de Californie
  - 8e du Tour de France[n 7],[11]
  - 9e du Tour de Suisse
- 2012
  - 2e étape du Tour de l'Utah (contre-la-montre par équipes)
  - 3e étape du Tour du Colorado
  - 3e du Tour de Californie
  - 7e du Tour de Suisse
- 2013
  - Classement général du Tour de l'Utah
  - 3e du Tour du Colorado
  - 4e du Tour de Romandie
  - 10e du Tour de Catalogne
- 2014
  - Tour de l'Utah :
    - Classement général
    - 4e étape

  - 2e du Tour du Colorado

### Résultats sur les grands tours

#### Tour de France
3 participations
- 2011 : 8e[n 7],[11]
- 2012 : abandon (6e étape)
- 2013 : 60e

#### Tour d'Italie
5 participations
- 2005 : abandon (9e étape)
- 2006 : non-partant (20e étape)
- 2009 : 78e
- 2013 : 49e
- 2015 : abandon (15e étape)

#### Tour d'Espagne
5 participations
- 2005 : 7e
- 2006 : 6e
- 2007 : abandon (1re étape)
- 2009 : abandon (18e étape)
- 2010 : 8e[n 6],[10]

### Classements mondiaux
| Année                  | 2005 | 2006 | 2007 | 2008 | 2009 | 2010 | 2011 | 2012 | 2013 | 2014 | 2015 |
| ---------------------- | ---- | ---- | ---- | ---- | ---- | ---- | ---- | ---- | ---- | ---- | ---- |
| Classement ProTour     | 83e  | 54e  |      |      |      |      |      |      |      |      |      |
| Calendrier mondial UCI |      |      |      |      |      | 74e  |      |      |      |      |      |
| UCI World Tour         |      |      |      |      |      |      | 57e  | 107e | 74e  | nc   | 194e |
| UCI America Tour       |      |      |      | 130e |      |      |      |      |      |      |      |